# Неја
Неја (рус. Нея) град је у Русији у Костромској области.

## Становништво
| 1939. | 1959.  | 1970.  | 1979.  | 1989.  | 2002.  | 2010. |
| ----- | ------ | ------ | ------ | ------ | ------ | ----- |
| 8.900 | 13.446 | 14.416 | 12.676 | 13.291 | 11.506 | 9.827 |